# ジョナサン・ケイン

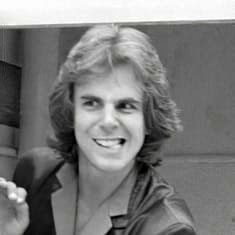
ジョナサン・ケイン（1980年）

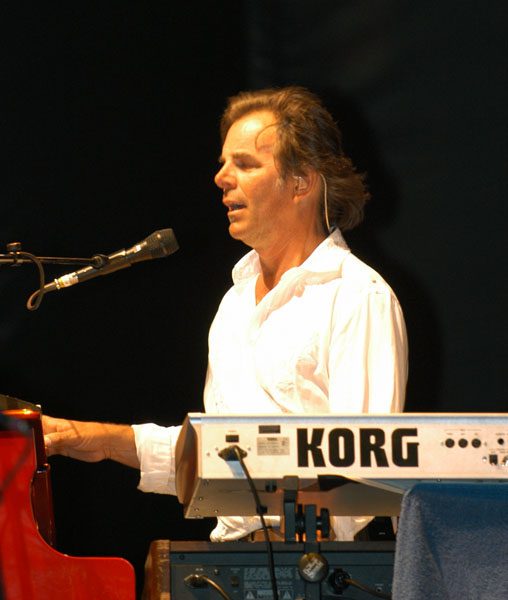
ライブでのジョナサン・ケイン（2007年）

ジョナサン・ケイン（Jonathan Cain、本名：ジョナサン・レナード・フリガ、1950年2月26日 - ）は、アメリカのミュージシャン、歌手、ソングライター。ジャーニーのキーボード奏者およびリズム・ギタリストとして最もよく知られている。また、ベイビーズやバッド・イングリッシュとも活動している。ケインは2017年にジャーニーのメンバーとしてロックの殿堂入りを果たした。また、コンテンポラリー・クリスチャン・ミュージックのアーティストとしてソロ活動も行っている。

## 生い立ちと教育
ケインはシカゴでレナードとナンシー・フリガの子として生まれた。8歳の時にアコーディオンのレッスンを始め、10代になる頃にはパーティーやクラブでアコーディオンとピアノを演奏していた。やがてギター、ベース、ハーモニカも演奏するようになった。ケインは1958年に起きたアワー・レディー・オブ・ザ・エンジェルス・スクール火災の生存者で、この火災では生徒92人と修道女3人が亡くなっている。
1968年、ケインはシカゴ郊外のイリノイ州フランクリンパークにあるイースト・レイデン高校を卒業し、後にシカゴ音楽院に入学した。

## 業績
イリノイ州サウスピーキンのゴールデン・ボイスで録音したテープをもとに、ジョニー・リー（Johnny Lee）としてダイアル・レーベルから45回転レコードを2枚リリースした後、無名の独立系レーベル「October」からジョナサン・ケインの名前で45回転レコードをリリースした。1976年、ケインはベアズヴィル・レコードからジョナサン・ケイン・バンド名義でアルバム『ウィンディー・シティー・ブレイクダウン』をリリース。1979年、ベイビーズに加入し、アルバム『ユニオン・ジャック』と『オン・ジ・エッヂ』に参加した。
1980年、ケインはベイビーズを離れ、ロック・バンド、ジャーニーに加入し、キーボード担当であったグレッグ・ローリーの代わりを務めた。ケインはアルバム『エスケイプ』で初めてコラボレーションし、オールミュージックで「ロック界最高のオープニング・キーボード・リフの1つ」と評された「ドント・ストップ・ビリーヴィン」などの曲を作曲し、ピアノを演奏してジャーニーがチャートのトップに躍り出るのを助けた。おそらく彼の最も注目すべき貢献は、バンドでのツアー生活について歌ったジャーニーのバラード「時への誓い (Faithfully)」の単独作詞者となったことであろう。ケインはその後、少なくとも13枚のジャーニーのアルバムやコンピレーションに登場した。
ジミー・バーンズが歌う「ワーキング・クラス・マン」はケインの作品の1つで、バーンズの代表曲とされている。
ケインは、元ベイビーズのバンド仲間であるジョン・ウェイトとリッキー・フィリップス、同じくジャーニーのバンド仲間であるニール・ショーン、そして後にジャーニーのドラマーとなるディーン・カストロノヴォと再び結集し、バッド・イングリッシュを結成。バンドは1990年代初頭に解散するまでに2枚のアルバムをリリースした。
1996年、アルバム『エスケイプ』時のジャーニーのメンバーによって再結成がなされ、アルバム『トライアル・バイ・ファイアー』をレコーディングした。ハワイでのハイキング中に股関節を負傷して手術が必要になり、1998年にスティーヴ・ペリーが再びバンドを脱退。ジャーニーは、1998年から2006年まではスティーヴ・オージェリー、2006年から2007年まではジェフ・スコット・ソート、2007年から現在までアーネル・ピネダという3人のリード・シンガーを擁して活動を続けている。
ケインはジャーニーのコンサートで毎回ピアノ・ソロを演奏することで知られており、通常はバンドが「オープン・アームズ」を演奏する直前に演奏する。彼は1980年に初めてバンドに加入した時からこの伝統を始めた。
ジャーニーでの活動に加え、ケインは8枚のソロ・アルバムをリリースし、ジャーニーのメンバーであるニール・ショーンのソロ・アルバムにも参加している。彼のソロ活動には、2016年以降のクリスチャン・ミュージックへの転向後の作品も含まれている。
ケインは、妻のポーラ・ホワイトが牧師を務めるシティ・オブ・デスティニーで礼拝リーダーを務めている。
2018年5月、ケインは自伝『Don't Stop Believin': The Man, the Band, and the Song That Inspired Generations』を出版し、作家となった。

## 私生活
ケインは3回結婚している。最初の妻は歌手のテイン・マクルーアで、1983年のヒット曲「時への誓い (Faithfully)」を彼女のために書いた。
1989年、2番目の妻エリザベス・イヴェット・フラートンと結婚し、マディソン（1993年）、双子のリザとウェストン（1996年）の3人の子供がいる。2人は2014年末に離婚した。マディソンはスティーヴ・ルカサーの息子トレヴァー・ルカサーと結婚している。
2015年4月、牧師のポーラ・ホワイトと結婚した。2人にとって3度目の結婚。2人はフロリダ州アポプカに住んでいる。
ジョナサンにはトーマスとハロルドという2人の弟がいる。
ケインとデヴィッド・カルムスキーはテネシー州ナッシュビルのレコーディング・スタジオ、アディクション・サウンドを設計・建設した。
ケインは敬虔なクリスチャンで、それがクリスチャン・ミュージックの創作と発信の仕事に反映されていると考えている。
2022年11月、ケインはドナルド・トランプの邸宅マー・ア・ラゴでのパーティーで、自身が共同作曲した「ドント・ストップ・ビリーヴィン」を披露した。ジャーニーのバンドメイト、ニール・ショーンの弁護士はケインに手紙を送り、政治的なイベントで演奏することで「ジャーニー・ブランド」を傷つけたと非難し、そのようなイベントでジャーニーを代表するのを控えるよう求めた。

## ディスコグラフィ

### リーダー・アルバム
- 『ウィンディー・シティー・ブレイクダウン』 - Windy City Breakdown (1977年、Bearsville/Wounded Bird) ※ジョナサン・ケイン・バンド名義
- 『バック・トゥ・ジ・イノセンス』 - Back to the Innocence (1995年、Intersound)
- 『ピアノのある風景』 - Piano with a View (1995年、Higher Octave) ※旧邦題『ピアノ・ウィズ・ア・ヴュー』
- 『ボディ・ランゲージ』 - Body Language (1997年、Higher Octave)
- 『フォー・ア・ライフ・タイム』 - For a Lifetime (1998年、Higher Octave)
- Namaste (2001年、Wildhorse)
- Anthology (2001年、One Way)
- Animated Movie Love Songs (2002年、One Way)
- Bare Bones (2004年、AAO)
- Where I Live (2006年、AAO)
- What God Wants to Hear (2016年、Identity)
- Unsung Noel (2017年)
- The Songs You Leave Behind (2018年)
- More Like Jesus (2019年)
- Piano Worship (2020年)
- Freedom In Your Grace (2020年)
- Arise (2022年)
- Christmas is Love (2022年)

### シングル
- "Just What The Doctor Ordered"/"The Road That Leads to Nowhere" (1970年、Dial) ※ジョニー・リー名義
- "Travelin' Rock N' Roll Band"/"Song Of The City" (1972年、Dial) ※ジョニー・リー名義
- "Til It's Time to Say Goodbye"/"Ladies' Night" (1975年、October [OCT 1001-AS(BS)])

## 受賞歴
彼は、スティーヴ・ペリーと共作した「オープン・アームズ」と「クライング・ナウ (Who's Crying Now)」で、2つのBMIソングライター賞を受賞した。ペリーとショーンと共作したジャーニーの曲「ラヴ・ア・ウーマン (When You Love a Woman)」は、1997年のグラミー賞にノミネートされた。